# Halographis runica
Halographis runica — вид грибів, що належить до монотипового роду Halographis.